# Severínia
Severínia is een gemeente in de Braziliaanse deelstaat São Paulo. De gemeente telt 15.707 inwoners (schatting 2009).

## Aangrenzende gemeenten
De gemeente grenst aan Barretos, Cajobi, Colina, Monte Azul Paulista en Olímpia.